# Johnny Hazard
Johnny Hazard var en amerikansk dagspresserie skapad av Frank Robbins 1944 och distribuerad av King Features Syndicate. Robbins tecknade serien ända till den lades ner 1977. 

## Bakgrund
Johnny Hazard uppstod i en tid när flygserier var populära, och under 30-talet fanns det flera, bl.a. Scorchy Smith, som Frank Robbins tecknade sedan 1938. Serien gick såväl på vardagar som söndagar, med olika historier i dagsstripparna och på söndagssidorna.

## Handling
Johnny Hazard började 5 juni 1944 med att slåss som pilot under andra världskriget. Vid den tiden var flera tecknade serier involverade i kriget, från Musse Pigg till Blixt Gordon.
Efter kriget så tog han avsked från flygvapnet och var med om ett och annat som frilanspilot innan han anställdes vid ett civilt transportflygbolag. Han får därför möjlighet att resa runt i världen och uppleva många äventyr – i huvudsak opolitiska.
Det åttonde äventyret i serien, Major Risk från 31 oktober till 18 januari 1947, finns publicerad i SerieSpecial nr 1 från 1976. 
I mitten av 50- talet började det s.k. kalla kriget mellan öst och väst kylas ner, och i Johnny Hazard började kommunistiska agenter dyka upp som seriens skurkar. Serien blir lite mer verklighetsnära och Hazard blir i dagsstripparna testpilot på en amerikansk flygbas, varför spionage och kapningsförsök ingår i en del episoder.
En av hans absolut bästa vänner var fotografen Snap Hunter som introducerades i serien 1955. Hunter är en utrikesreporter som är berest och kunnig, och i serien förklarar för Hazard, och läsarna, vilka omständigheter som gäller.
Mot slutet av 60-talet, så blev han först CIA-agent, och strax därefter Wing-agent. Wing var en sorts fiktiv internationell polisorganisation, med en viss mr Alpha som ledare, som har som uppgift att bekämpa laglöshet överallt. Dock förekom det under slutet av 60-talet en hel del politiskt inspirerade episoder, med propagandistisk underton ur amerikanska synvinklar på världspolitiken.

## Johnny Hazard på svenska
På svenska finns Johnny Hazard publicerad som egen titel:
- Johnny Hazard julalbum utgiven av Åhlén & Åkerlund 1960
- Johnny Hazard äventyr, sex album utgivna av Carlsen Comics 1983-86

Dessutom finns Johnny Hazard publicerad i publikationer med andra titlar:
- Fantomen (nr 15/58-20/59, 10/65-26/69, 2-20/70, 1/74-11/76)
- Comics 6 – den stora serieboken (1970)
- Agent X9 (nr 6/71-12/73, 1/74-1/79 etc.)
- SerieSpecial nr 1 (1976)
- Agent X9 specialalbum (1989, 90, 95)
- Bild & Bubblas stora seriebok (1989)
- Comix pocket (nr 1 och 8)
- Seriepocket (nr 140, 152)